# هربرت جون لوك
هربرت جون لوك هو سياسي أسترالي، ولد في 1864 في لندن في المملكة المتحدة، وتوفي في 1944. انتخب Mayor of East Fremantle ‏ (1924 – 1931).